# Giovanni Maria Lancisi
Giovanni Maria Lancisi, född 26 oktober 1654 i Rom, död 20 januari 1720 i Rom, var en italiensk epidemiolog och anatom. Han betraktas som en pionjär inom kardiologi efter sina studier av hjärtsjukdomarnas uppkomst. Han tjänade även som livläkare åt tre påvar.

## Biografi
Lancisis mor Anna Maria Borgiani dog i samband med förlossningen och han växte istället upp hos en faster i Orvieto. När han var 12 år gammal dog fastern och Lancisi kallades tillbaka till Rom av sin far Bartolomeo Lancisi, som insåg att sonen hade ett gott läshuvud och ordnade så att han fick studera. Han läste vid Collegio Romano där hand bland annat studerade filosofi och teologi. Studierna fortsatte inom medicin vid Sapienzauniversitetet, där han även fick undervisning i flera andra naturvetenskaper. Han avlade examen som medicine och filosofie doktor 1672, vid 18 års ålder. För att få praktisk skolning tog han tjänst vid Ospedale di Santo Spirito under Giovanni Tiracoda, som tidigare varit livläkare åt påven. Fyra år senare fick han en fast tjänst vid sjukhuset. Efter två års arbete på Ospedale di Santo Spirito återvände han till akademin och spenderade sin tid i Lauro där han förkovrade sig genom att studera den samtida medicinska litteraturen.
År 1684 utnämndes han till professor i anatomi vid Sapienzauniversitetet. Han ägnade sig bland annat åt studier av hjärtats utveckling och rustade upp den anatomiska teatern. Vid 34 års ålder fick han uppdraget som livläkare åt påve Innocentius XI. Påven hade lidit svårt av gikt under flera år dog till slut 1689 efter några veckors feber, Lancisi genomförde obduktionen själv. Han fick utstå kritik för sin handläggning av påvens sjukdom, föll tillfälligt i vanrykte och entledigades från sin tjänst i Vatikanen. Det hindrade honom dock inte från att tio år senare bli utvald igen och tjäna Innocentius XII och Clemens XI.
Han fortsatte vid Sapienzauniversitetet och tilldelades professuren i teoretisk medicin 1696 och den i praktisk medicin 1702. Som svar på att utbildningen i medicin blivit allt mer teoretisk publicerade han 1715 De Recta Medicorum Studiorum Ratione, där han argumenterade för en tvådelad utbildning där undervisningen skulle ske både praktiskt på sjukhus och teoretiskt på universiteten. Samma år grundade han Accademia Lancisiana på Ospedale di Santo Spirito i syfte att stärka den akademiska diskursen och att skapa ett bibliotek. Bibliotekets samlingar omfattade i början av 2000-talet ungefär 23 000 volymer och 300 manuskript. Lancisi dog i Rom 1720 efter en kortare tids sjukdom, en obuktion genomfördes och konstaterade att den sannolika orsaken var tarminfarkt.

### Forskning
Under 1700-talet var den hippokratiska teorin om att själva hjärtat var fredat mot sjukdomar utbredd. Lancisi var bland de första att utmana denna gamla teori med nya rön. Efter en serie plötsliga och oförutsedda dödsfall i Rom 1705 fick Lancisi i uppdrag av Clemens XI att undersöka de bakomliggande orsakerna. Resultatet av undersökningarna som till stor del baserades på obduktioner publicerade han sedan 1707 som De Subitaneis Mortibus (latin: "om plötslig död"). Lancisi härledde dödsfallen till betydande rubbning av någon av kroppens tre vätskor (luft, blod och nervsubstans) eller tre organsystem (andningsapparaten, hjärt-kärlsystemet och nervsystemet). Han konstaterade att plötslig hjärtdöd kunde uppstå på grund av avvikelser i hjärtats eller de stora kärlens struktur. I Dissertatio de Sede Cogitantis Animae från 1712 redogjorde han för olika hjärnstrukturer inklusive hjärnbalken som han gav en central roll och utmanade därmed Descartes teorier om tallkottkörteln som hjärnans centrum. Han genomförde också undersökningar med anledning av de malariaepidemier som plågade Rom och publicerade 1717 sina rön under namnet De Noxiis Paludum Effluviis Eorumque Remediis. Lancisi sammankopplade sjukdomen med avdunstningar från sumpmarksområden, men öppnade också upp för myggornas roll i smittspridning. Han förordade utdikning av träsken, men fick inget gehör.
I den postumt utgivna De Motu Cordis et Aneurysmatibus från 1727 beskrivs strukturella hjärtsjukdomar mer utförligt. Klafförträngningar som ett resultat av förkalkning, åderbråck och hjärtförstoring avhandlas. Han lanserar också undersökningsfyndet Lancisis tecken, synliga pulsationer i halsvenerna som ett resultat av hjärtförstoring.